# Pierre Joseph de Bourcet
Pierre Joseph de Bourcet, né le 1er mars 1700 à Usseaux (Dauphiné) et mort le 14 octobre 1780 à Meylan (Dauphiné), est un officier français, maréchal de camp en 1756, puis lieutenant général des armées du roi et commandeur de l'ordre de Saint-Louis.
Il sert en Italie et en Allemagne au cours des guerres du règne de Louis XV, avant d'être nommé commissaire principal pour la limite des frontières de Dauphiné, de Provence et de Bourgogne, puis commandant en second du Dauphiné.

## Biographie

### Origines familiales et formation

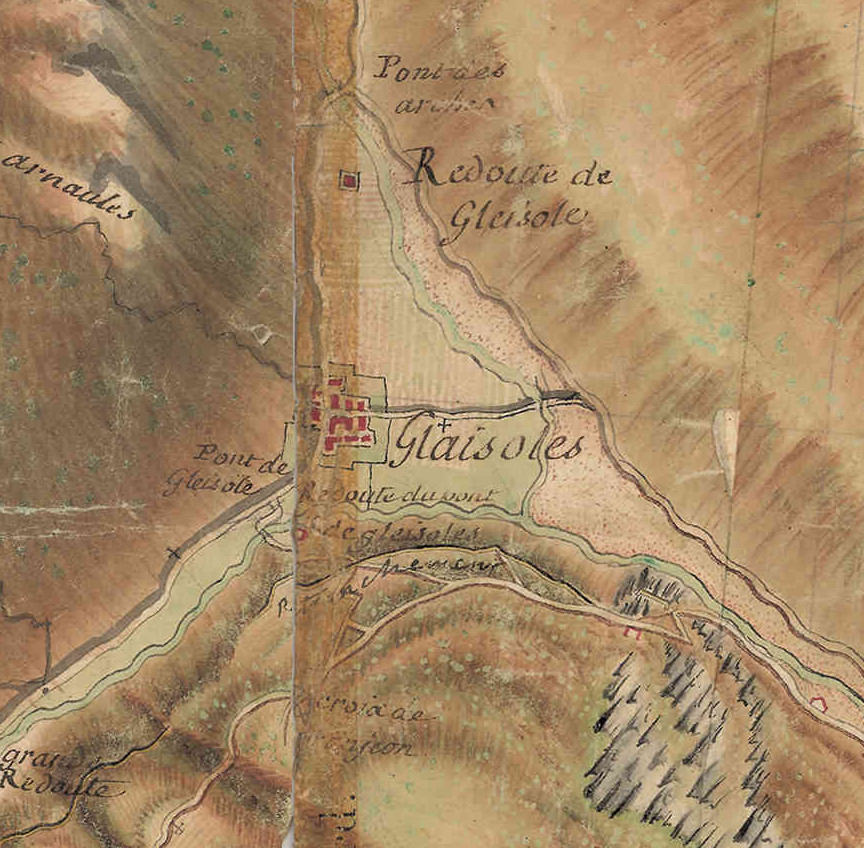
Il a dirigé la cartographie des Alpes du sud. Ses hommes ont gravi beaucoup de sommets à 3000 m d'altitude pour trianguler ces montagnes.

Pierre Joseph Bourcet est le fils de Daniel-André Bourcet, officier, et de Marie-Magdeleine Légier.
Il nait dans une paroisse du pays de Briançon appartenant de la « république des Escartons ».
Il est baptisé le 1er mars 1700 par Jean Poncet, curé d'Usseaux. Son parrain est son oncle paternel, Louis Bourcet, sa marraine; Louise Dufrène, épouse de ce dernier.
Pierre Joseph Bourcet fait partie d'une grande fratrie, dont plusieurs membres sont morts en bas âge .
1. Michel Bourcet, né le 2 aout 1690 et mort le 30 aout 1690.
2. Marie-Magdeleine Bourcet, née le 11 septembre 1691, elle épouse de Charles César Magnien et vit à Usseaux.
3. Anne Bourcet, née le 30 aout 1693 et morte le 31 décembre 1693.
4. Magdelène Bourcet , née le 30 octobre 1694.
5. Michel Bourcet, né le 28 octobre 1696 et mort le 4 avril 1697.
6. André Bourcet, né le 20 mai 1698 et mort le 1er mai 1699.
7. Pierre Bourcet, né le 1er mars 1700 et mort le 14 octobre 1780 (à 80 ans) à Meylan.
8. Suzanne Bourcet[note 4], née le 13 mai 1702 et morte le 9 septembre 1705 (à 3 ans).
9. Catherine Bourcet, née le 10 septembre 1704. Elle épouse le 24 février 1727, à Usseaux, Pierre Bourcet.
10. Joseph Bourcet, né le 7 décembre 1706 et mort le 20 décembre 1706.
11. Suzanne Bourcet, née le 28 mai 1706[note 4],[note 5].
12. Anne-Marie Bourcet, née le 1er novembre 1710 à Briançon[4], et morte le 22 octobre 1799 (à 88 ans).
13. Jean-Baptiste Bourcet, dit Jean Bourcet de la Saigne, né le 25 juin 1713, maréchal de camp et directeur des fortifications de Corse, mort le 10 août 1771 (à 58 ans) à Corte.

### Formation
Pierre Joseph de Bourcet est formé à l'art militaire, dès 1709, par son père, capitaine dans les Alpes dauphinoises.
Puis, à partir de 1713, il suit un cursus classique à Grenoble, complété par de solides études de mathématiques et de géométrie (son père prend sa retraite cette année-là).

### Carrière

#### Débuts
Engagé dans l'infanterie, puis dans l'artillerie, de l'armée royale des Alpes, il intègre en 1729 le corps des officiers du Génie (ingénieurs militaires), avec l'appui du Claude François Bidal d'Asfeld (1665-1743), lieutenant-général, successeur de Vauban comme directeur des Fortifications.
Puis, sous le commandement du lieutenant-général de Maillebois (1682-1762), il effectue une mission de reconnaissance secrète de la frontière des Alpes, vers 1730 ; il est un protégé de ce général.
En 1742, il est nommé ingénieur en chef de Mont-Dauphin. En 1742, il est désigné pour diriger la tournée d'inspection dans les Alpes du marquis de Paulmy (1722-1787), secrétaire d'État à la Guerre.

#### Direction de la cartographie des Alpes (1748-1754)
Les cartographes qu'il dirige sont les plus avancés au monde. Il réalise avec ses cartographes militaires une carte des Alpes françaises qui, faite à partir d'une triangulation, est très précise (1/14 000) ; celle-ci, longtemps secrète, a été redécouverte en 2016. Il fait gravir les sommets, dont ceux de plus de trois mille mètres d'altitude, pour y placer des points géodésiques (mât muni d'un fanion blanc pour réaliser les relevés à la lunette). Les découvreurs de ces cartes ont cru que des sommets très élevés furent atteint, mais la publication « Ascensions oubliées? » de deux docteurs en histoire en octobre 2016 explique, grâce aux comptes rendus des opérations redécouverts par eux, qu'aucun sommet majeur n'a été conquis.
Le bilan de la cartographie de 1802 le cite dans le « Mémorial topographique et militaire ».

#### La guerre de Sept Ans
Au cours de la catastrophique guerre de Sept Ans (1756-1763) (conflit majeur, « guerre mondiale ») Pierre Joseph de Bourcet est nommé directeur des fortifications du Dauphiné. Il participe aux campagnes qui se déroulent en Allemagne de 1757 à 1761, comme commandant d'un équipage d'artillerie et du génie. Il prend part en 1757 à la bataille de Rossbach.
Sa promotion au grade de maréchal de camp en 1756 lui confère le statut de la noblesse.
En 1759, il est désigné — en qualité de commissaire principal pour le roi — afin de délimiter la frontière entre le royaume de France, le duché de Savoie et le Piémont. Cette mission contribue à la signature du traité de Turin en 1760.
En 1762, il est nommé Lieutenant-général des armées du roi.

#### Fin de carrière
En 1771, le lieutenant-général de Bourcet crée à Grenoble la première école d'État-Major, dont Napoléon s'inspirera ultérieurement.
En souvenir, l'École militaire de Paris, siège de l'École de guerre, baptise de son nom la salle de conférence de Bourcet.

### Mort et funérailles
Il meurt à Meylan, localité proche de Grenoble, le 14 octobre 1780.
Il voue une dévotion particulière au sanctuaire de Notre-Dame du Laus, et veut que son cœur y repose après son décès. Il a été placé à l'intérieur d'un cœur en plomb dans l'un des piliers de l'abside de l'église.

## Mariage et descendance

### Mariage
Marié en 1731 avec Marianne de Penne (1722-1799), fille de Louis de Penne, directeur des fortifications de Marseille, Pierre Joseph de Bourcet est mort le 14 octobre 1780 sans laisser de postérité, mais il adopte son neveu Pierre-Jean de Bourcet (né en 1752), fils de son frère et dernier de sa fratrie Jean-Baptiste Bourcet de La Saigne (1713-1771), maréchal de camp et directeur des fortifications de Corse et de Marguerite Françoise de Lovat (1730-1771), fille de François de Lovat, conseiller au Parlement de Paris. La famille de Bourcet s'éteindra en 1852 à la génération suivante. Les armes de la famille de Bourcet portent « d'azur au cavalier d'argent tenant un guidon de même, accompagné de 4 étoiles aussi d'argent, 2, 2, à la bordure de gueules ».

### Son fils adoptif
Ce neveu et fils adoptif Pierre-Jean de Bourcet épouse le 28 octobre 1782 Marie Gabrielle Radonne de Rivière, qui lui donne quatre enfants. Le premier dauphin de France sera le parrain d'une de ses filles.
Ancien lieutenant de l'armée royale et aide de camp de son oncle (Pierre Joseph), il est nommé premier valet de chambre du premier Dauphin de France, Louis-Xavier-François. Il sera très dévoué à ce jeune prince chétif et malade, né le 22 octobre 1781, qui est mort dans ses bras le 4 juin 1789. Attaché à ses souverains, il les accompagne de Versailles à Paris lors de la journée du 6 octobre 1789. En décembre 1790, le roi Louis XVI lui confie une mission secrète pour le roi de Sardaigne : il rencontre à Turin le Comte d'Artois ainsi que Calonne, ancien contrôleur général des finances. Ces derniers lui confient un message destiné au roi de France, par lequel les souverains de Piémont-Sardaigne, d'Autriche et de Prusse se déclarent prêts à s'allier pour intervenir militairement en France afin de délivrer la famille royale de l'emprise des révolutionnaires. À la suite de cette mission, Pierre-Jean de Bourcet est nommé chevalier de Saint-Louis en 1791 par lettres patentes du roi. Impliqué dans la préparation de la fuite de la famille royale à Varennes, il survit aux désordres de la Révolution. À la Restauration, le roi Louis XVIII lui accorde par ordonnance du 28 novembre 1815 le titre de comte à titre héréditaire et le nomme consul général de France dans les Deux-Siciles.

## Portraits
- Louis-Firmin Le Camus, Portrait de Pierre-Joseph de Bourcet, huile sur toile. Coll. musée de Grenoble (inv. MG 349).
- Anonyme, Portrait de Pierre-Joseph de Bourcet, huile sur toile. Coll. musée de Grenoble (inv.MG 2001-71-R)

## Ouvrages
Pierre Joseph de Bourcet a laissé de nombreuses études manuscrites, dont certaines ont été publiées sous la forme des ouvrages suivants :
- Mémoires historiques sur la guerre que les Français ont soutenue en Allemagne depuis 1757 jusqu'en 1762, joint divers suppléments dont une relation impartiale des Campagnes de Monsieur le maréchal de Broglie, rédigée d'après ses propres papiers, et les pièces originales dans les Archives du département de la Guerre. Paris-Maradan, 1792, 3.vol, in-8
- Mémoires militaires sur les frontières de la France, du Piémont et de la Savoie, depuis l'embouchure du Va jusqu'au Lac de Genève, Paris, Levrau et frères, an X.
- Mémoire sur la fortification de Mont-Dauphin, 1752, 12p[14]
- Itinéraire de la petite routte de Grenoble à Briançon, où il est fait mention de tous les différents débouchés qui deservent de cette routte dans la partie supérieure de la Morienne, ainsi que dans les vallées d'Oulx et de Cezane, 1752, [13] f., [3] f. bl. ; in-fol[15]. Indication en marge : "Par Mr de Bourcet de Lasaigne, frère du brigadier. 1752". - Indication en marge de la main du marquis de Paulmy.
- Principe de Guerre de montagnes, Imprimerie Nationale, 1888, Atlas 33 planches, 2 cartes gravées. Réédition : Paris Economica, 2008, 143 p.
- Carte géométrique du Haut Dauphiné et de la frontière ultérieure, levée par ordre du Roi, sous la direction de M. de Bourcet, maréchal de camp, par MM. les ingénieurs ordinaires et par les ingénieurs géographes de sa Majesté pendant les années 1749 jusqu'en 1754. Dressé par S. Villaret, capitaine ingénieur du roi
- Limites du Piémont, 1760.
- Projet de ville-forteresse, à Versoix, inspiré des réalisations de Vauban, 1767.
- Principes de la guerre en montagne, manuscrit de 1760, publié en 1888 par le colonel Arvers.